# La institutriz
La institutriz (en alemán Die Gouvernante) es una novela del escritor austriaco Stefan Zweig publicada en 1911. En España se ha editado junto a otros relatos breves en Noche fantástica.

## Argumento
Este breve relato trata de los sentimientos de dos niñitas hacia su institutriz, cuyo nombre no se revela. Su experiencia en torno a los secretos y misterios en su casa, con la institutriz como eje, hará que pierdan la inocencia y pasen de la niñez a la vida de los adultos.